# 高津町 (島根県)
高津町（たかつまち）は、島根県美濃郡にあった町。現在の益田市の一部にあたる。

## 地理
北は日本海に面していた。
- 河川：高津川[1]

## 歴史
- 1889年（明治22年）4月1日、町村制の施行により、美濃郡高津村、須子村、飯田村が合併して村制施行し、高津村が発足[1][2]。
- 1922年（大正11年）10月1日 - 町制施行し高津町となる[1][2]。
- 1941年（昭和16年）2月11日 - 美濃郡益田町、吉田町、高津町と合併し石見町を新設して廃止[1][2]。

### 地名の由来
柿本人麻呂の歌「石見のや高角山」に由来。

## 産業
農業、漁業

## 交通

### 港湾
- 高津港[1]

## 名所・旧跡
- 高津柿本神社